# 足立知弥
足立 知弥（あだち ともや、1985年12月18日- ）は大分県大分市出身の元マラソン選手。旭化成陸上部に所属した。

## 経歴
大分市立吉野中学校、大分高等学校を卒業後、旭化成陸上部に入団した。初マラソンとなった2008年の別府大分毎日マラソンでは39km過ぎにトップに立ち、その後独走し2時間11分59秒で優勝した。同マラソンでの初マラソンは谷口浩美や森下広一以来のことであった。
2009年元日の全日本実業団駅伝では最終区間7区を担当。3位でタスキを受け取り、旭化成10年ぶりの優勝を目指しゴール直前まで富士通・日清食品と激しい入賞争いを演じたものの最後に競り負け、優勝した富士通とわずか1秒差の3位でゴールした。
ロンドンオリンピック代表選考レースの東京マラソン2012では10km過ぎに集団から離されたが12位でゴールした。
2014年の福岡国際マラソンを2時間9分59秒で走り、自身初のサブテンを達成した。
2017年3月、現役を引退し社業に専念。
2018年2月、ブラインドマラソン選手の高橋勇市の伴走者として、かつて初マラソン初優勝を飾った別府大分毎日マラソンを走った。